# Thomas Chippendale
Thomas Chippendale (Otley, West Yorkshire, ca 5 de junio de 1718-Londres, noviembre de 1779) fue un ebanista inglés, creador de un estilo de muebles de lujo que alcanzó gran difusión y que se consideró típicamente inglés. Las patas eran curvas. Presentaba caladas y rejillas. Recibe la influencia del estilo rococó. Se le enmarca en el estilo medio-georgiano, rococó inglés y neoclásico.
Chippendale se dedicaba al diseño y fabricación de muebles. Era uno de los «tres magníficos» creadores de mobiliario del siglo XVIII inglés, junto a Thomas Sheraton y George Hepplewhite. 

## Biografía
Marchó a Londres en 1749 donde, en 1754 se convirtió en el primero de su gremio en publicar un libro con sus diseños, llamado Gentleman and Cabinet Maker's Director. Se publicaron tres ediciones, la primera en 1754, seguida por una reimpresión virtual en 1755, y finalmente una edición revisada y ampliada en 1762, en la que los diseños ilustrados de Chippendale comenzaron a mostrar signos de neoclasicismo.
Chippendale era mucho más que un ebanista, era un diseñador de interiores que aconsejaba sobre amueblado suave e incluso de qué color debía pintarse la habitación. 
Al principio, Chippendale trabajó asociado con el tapicero James Ranni y, más tarde, con el ayudante de Rannie, Thomas Haig, pero el control artístico de los muebles de lujo que implicaban sus establecimientos en St. Martin's Lane estaba firmemente en las manos de Chippendale. 

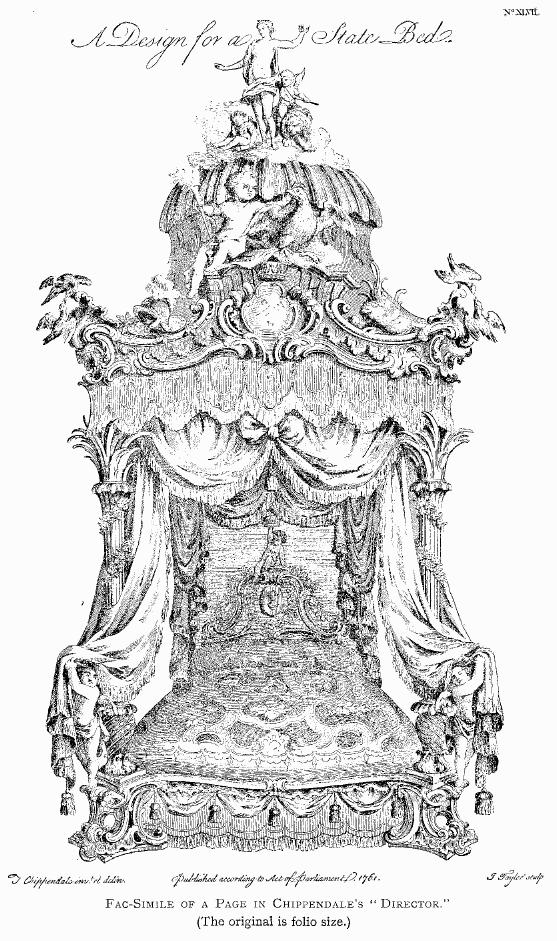
«Diseño para una cama de estado», del Director, 1762.

Gracias a Christopher Gilbert, en 1978, se ha conseguido reconstruir el orden de distintos trabajos realizados por Chippendale. Entre más de sesenta clientes conocidos, se han identificado veintiséis encargos documentados. Parte del mobiliario Chippendale se conserva aún en las casas aristocráticas para las que se hizo. Entre los encargos más destacados de finales de los años 1750 a la década de 1770, cabe mencionar: 
- Castillo de Blair, Perthshire en Escocia, para el duque de Atholl (1758);
- Wilton House, para el duque de Pembroke (h. 1759-1773);
- Nostell Priory, Yorkshire, para sir Roland Winn (1766-85);
- Mersham Le Hatch, Kent, para sir Edward Knatchbull (1767-79);
- Harewood House, Yorkshire, para Edwin Lascelles (1767-78);
- Mobiliario para la familia real y para el actor David Garrick tanto en la ciudad como en su villa en Hampton, Middlesex;
- Normanton Park, Rutland y otras casas para sir Gilbert Heathcote (1768-78) que incluyeron el arreglo de un funeral para lady Bridget Heathcote, 1772;
- Burton Constable Hall, Yorkshire para William Constable (1768-79);
- Newby Hall, Yorkshire, para William Weddell (h. 1772-76);
- Temple Newsam, Yorkshire, para lord Irwin (1774);
- Paxton House, Berwickshire, Escocia, para Ninian Home (1774-91);
- Petworth, Sussex y otras casas para George Wyndham, tercer conde de Egremont (1777-79).

Colaboró amueblando interiores diseñados por Robert Adam y en Brocket Hall, Hertfordshire, y Melbourne House, Londres, para lord Melbourne, con sir William Chambers (h. 1772-75). 

## El «estilo Chippendale»

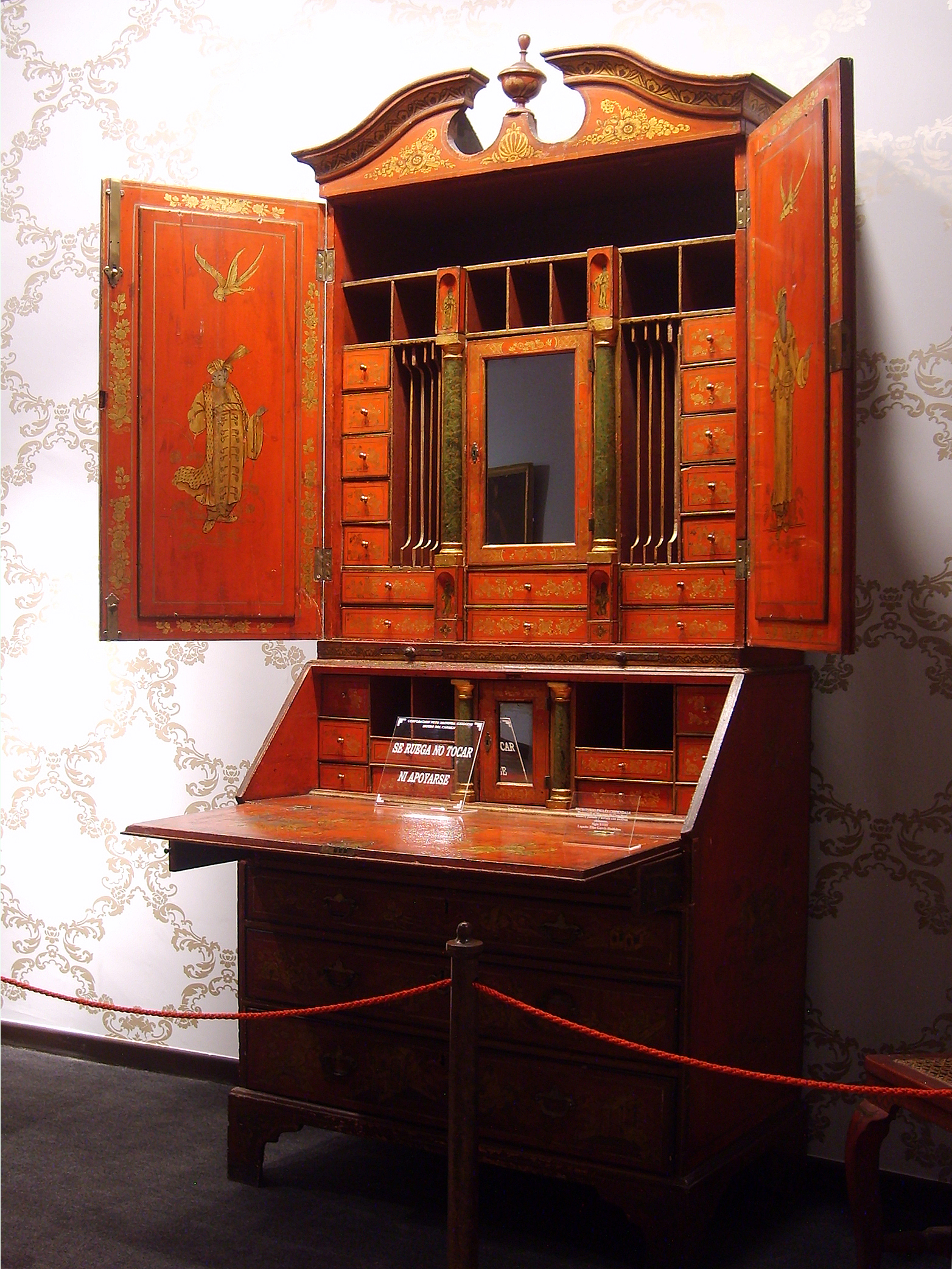
Un escritorio Chippendale del, hecho de madera pintada y dorada con motivos chinescos. Forma parte de la colección del Museo del Carmen de Maipú, en Chile.

Su taller fue continuado por el mayor de sus once hijos, también llamado Thomas, quien es conocido como Thomas Chippendale, el Joven (1749-1822). Chippendale el Joven trabajó en los estilos neoclásico tardío y Regencia, «la delicadeza bastante lograda de la fase final de Adam», tal como lo calificó Christopher Gilbert. Una bancarrota y la venta de las existencias almacenadas en el local de St. Martin's Lane en 1804 no acabó con la última fase de la firma, pues Chippendale el Joven proporcionó mobiliario a sir Richard Colt Hoare en Stourhead hasta 1820 (Edwards y Jourdain 1955: 88).
Mobiliario reconocible como «Chippendale» se produjo en Dublín y en Filadelfia, y también en Lisboa, Copenhague y Hamburgo. Catalina la Grande y Luis XIV poseyeron ejemplares del Director en su edición francesa (Gilbert 1978, xvii). Como un héroe del pueblo para los artesanos ingleses, se le dedica una figura esculpida a tamaño natural entre los personajes célebres que adornan la fachada del Museo Victoria y Alberto de Londres.
Sus diseños se hicieron muy populares entre mediados y finales del siglo XIX, llegando a dar nombre a un estilo, hasta el punto de que los comerciantes especializados hablaban de variantes como el «Chippendale chino», «Chippendale gótico», e incluso el «Chippendale irlandés». Mucho de lo que luego se asoció a su nombre tienen poca relación con los conceptos originales del inglés.